# Chasse à l'homme (film, 1993)
Pour les articles homonymes, voir Chasse à l'homme (homonymie).
« La Cible (film, 1993) » redirige ici. Pour les autres significations, voir La Cible.
Série
Chasse à l'homme 2
(2016)
Pour plus de détails, voir Fiche technique et Distribution.
Chasse à l'homme (Hard Target) est un film américain réalisé par John Woo et sorti en 1993.
Chasse à l'homme est le premier film américain de John Woo. Le cinéaste rencontrera de nombreux problèmes de montage avec la Motion Picture Association of America. Malgré des critiques très mitigées de la part de la presse, le film sera bien accueilli par le public.

## Synopsis
Natasha Binder est une jeune femme qui a perdu le contact avec son père et qui est prête à tout pour le retrouver. Pour cela, elle fait appel à Chance Boudreaux, un ancien militaire du corps des Marines reconverti en marin pêcheur à La Nouvelle-Orléans. Néanmoins, en plus d'aider Natasha à retrouver son père, Chance va devoir la protéger d'une bande de tueurs. Emil Fouchon et ses hommes, qui organisent des chasses à l'homme, se lancent ainsi à leurs trousses.

## Fiche technique
- Titre français : Chasse à l'homme
- Titre original : Hard Target
- Titre canadien : La Cible
- Réalisation : John Woo
- Scénario : Chuck Pfarrer
- Musique : Graeme Revell et Tim Simonec
- Photographie : Russell Carpenter
- Montage : Bob Murawski
- Décors : Phil Dagort
- Costumes : Karyn Wagner
- Production : Sean Daniel, James Jacks, Terence Chang, Chuck Pfarrer, Moshe Diamant, Sam Raimi
- Sociétés de production : Alphaville Films, Renaissance Pictures, S & R Productions et Universal Pictures
- Distribution : United International Pictures (France), Universal Pictures (États-Unis)
- Budget : 15 millions de dollars[1]
- Pays d'origine :  États-Unis
- Format : Couleurs - 1,85:1 - DTS / Dolby Digital - 35 mm
- Genre : action
- Durée[2] : 97 minutes, 73 minutes (version Cut[Quoi ?] Allemagne), 116 minutes (director's cut)
- Dates de sortie :
  - États-Unis : 20 août 1993
  - France : 17 novembre 1993
- Classification[3] :
  - États-Unis : R
  - France : interdit aux moins de 12 ans

## Distribution
- Jean-Claude Van Damme (VF : Hervé Jolly) : Chance Boudreaux
- Lance Henriksen (VF : Bernard Tiphaine) : Emil Fouchon
- Yancy Butler (VF : Micky Sébastian) : Natasha Binder
- Arnold Vosloo (VF : Lionel Henry) : Pik Van Cleaf[4]
- Wilford Brimley : Oncle Douve (Douvee en VO)
- Kasi Lemmons : l'inspectrice Marie Mitchell
- Willie C. Carpenter (VF : Jacques Richard) : Elijah Roper
- Eliott Keener (VF : Roger Lumont) : Randal Poe
- Chuck Pfarrer : Douglas J. Binder
- Sven-Ole Thorsen : Stephan
- Ted Raimi (VF : Thierry Ragueneau) : un homme dans la rue (caméo)
- Randy Cheramie (VF : Mario Santini) : le délégué syndical

## Production

### Genèse et développement
Après avoir tourné À toute épreuve à Hong Kong, le cinéaste chinois John Woo décide d'accepter une proposition de film aux États-Unis, où il souhaite un rythme de travail préférable et des horaires plus raisonnables. John Woo avait déjà reçu plusieurs propositions de studios américains auparavant, comme celle de Tom Pollock d'Universal Pictures séduit par The Killer. Finalement, Universal s'inquiétait que John Woo, qui ne maitrisait pas l'anglais, réalise un long métrage entier et n'a accepté qu'après ce que le producteur James Jacks a appelé « une période difficile pour convaincre ». Pour assister John Woo sur le projet, Universal engage Sam Raimi pour superviser la production du film et remplacer John Woo au poste de réalisateur si besoin,. Fan de cinéma hongkongais, Sam Raimi était très excité de travailler avec lui.
À son arrivée aux États-Unis, John Woo reçoit plusieurs scripts avant d'accepter celui-ci. Il en refusera beaucoup avant cela : « Certains d'entre eux étaient bons, certains étaient très bons, mais les autres étaient simplement des films d'arts martiaux et j'ai dit aux producteurs que je n'avais plus aucun intérêt à faire ce genre de films. J'en avais déjà fait beaucoup ». L'un d'eux est Volte-face, car il n'apprécie pas l'aspect science-fiction film de l'histoire,. Il réalisera finalement Volte-face quelques années plus tard après avoir demandé des changements de script.
Le script de Chasse à l'homme est écrit par Chuck Pfarrer. Il avait un temps intéressé Andrew Davis, mais il a ensuite refusé de le réaliser. John Woo découvre le travail de Chuck Pfarrer et apprécie le script car c'est une « histoire simple mais puissante, avec beaucoup de sentiments. Pour un bon film d'action, il faut une structure solide. Chuck m'a donné ça ».
Chuck Pfarrer avait écrit le script en s'inspirant initialement de La Proie nue (Cornel Wilde, 1965). Son travail évolue ensuite quand il s'inspire davantage de Aliens, le retour, ce qui deviendra ensuite la base de son comics Virus publié en 1992. Le script final s'approche plutôt de Les Chasses du comte Zaroff (1932), lui-même inspiré d'une nouvelle de Richard Connell. Chuck Pfarrer décide ensuite de situer l'intrigue à La Nouvelle-Orléans pour justifier l'accent de Jean-Claude Van Damme,.

### Attribution des rôles
Avant même d'avoir choisi un réalisateur, Universal Pictures voyait dans le scénario un film calibré pour Jean-Claude Van Damme,. Grand fan de John Woo, l'acteur belge ira le rencontrer à Hong Kong. Initialement, John Woo souhaitait Kurt Russell pour le rôle principal, mais ce dernier avait un planning trop chargé pendant deux ans. Malgré quelques réticences à l'idée de travailler avec Jean-Claude Van Damme, John Woo adaptera le scénario et les scènes d'action pour les rendre plus spectaculaires.
Yancy Butler est choisie pour incarner Natasha Binder, qui est son premier rôle marquant. Grand fan de John Woo, Lance Henriksen accepte rapidement d'interpréter Emil Fouchon.
Ted Raimi, frère de Sam Raimi (qui produit le film), fait une apparition dans le rôle d'un homme dans la rue.

### Tournage
Le tournage débute le 1er octobre 1992. Il dure 74 jours et se déroule à La Nouvelle-Orléans, notamment dans le Vieux carré français,,. Universal n'avait initialement autorisé que 65 jours mais John Woo poussa pour en avoir davantage. Les prises de vues ont également lieu dans d'autres villes de Louisiane (Vacherie, Baton Rouge et White Castle) ainsi qu'à Mobile dans l'Alabama.
Le niveau d'anglais de John Woo est parfois un frein lors du tournage. Pour communiquer simplement avec son directeur de la photographie Russell Carpenter, il donne parfois des indications comme « faire ici un plan à la Sam Peckinpah ».
Lors du tournage, le studio insiste fortement auprès du réalisateur pour diminuer la violence et le ton violent du film.
Il était prévu que le film se termine sur une course poursuite en bateau, mais Jean-Claude Van Damme insista pour qu'elle se fasse plutôt à cheval. John Woo réutilisera cette idée pour son futur Volte-face.

## Postproduction
Le montage est effectué par Bob Murawski directement durant le tournage grâce à une unité informatique. Graeme Revell, qui se charge de la musique, emploie quant à lui les percussionnistes du groupe Kodō.
Le contrat de John Woo lui impose de sortir un film qui sera classé R par la Motion Picture Association of America. Quand la MPAA voit un premier montage, le film est jugé trop violent pour un classement R et reçoit un NC-17 (interdit aux enfants de 17 ans et moins). John Woo devra refaire six fois le montage du film pour satisfaire un classement R, tout en ne sachant jamais les scènes et éléments qui posent problème,. À cette période, Jean-Claude Van Damme engage son propre monteur car il trouve qu'on ne voit pas assez son personnage. Il aurait déclaré alors : « Les gens paient leur argent pour me voir, pas pour voir Lance Henriksen ». De nombreuses scènes seront coupées avant que la MPAA valide le film, notamment une scène de poursuite lors de Mardi gras ou une scène d'amour entre Chance et Natasha.
Il existerait une version director's cut clandestine (la version préférée de John Woo), d'une durée de 117 minutes contrairement au 97 minutes de la version originale[réf. nécessaire].

## Accueil

### Critique
Le film reçoit des critiques mitigées. Sur l'agrégateur américain Rotten Tomatoes, il récolte 56% d'opinions favorables pour 34 critiques et une note moyenne de 5,5⁄10. Le consensus suivant résume les critiques compilées par le site : « Chasse à l'homme reçoit un coup de pouce avec la réalisation élégante de John Woo, mais au fond, c'est toujours un énième thriller d'action stupide et dépendant d'explosions au sein de l'œuvre de Jean-Claude Van Damme ». Sur Metacritic, il obtient une note moyenne de 63⁄100 pour 22 critiques.

### Box-office
| Pays ou région    | Box-office      | Date d'arrêt du box-office | Nombre de semaines |
| ----------------- | --------------- | -------------------------- | ------------------ |
| États-Unis Canada | 32 589 677 $    | 23 septembre 1993          | 5                  |
| France            | 680 615 entrées |                            | -                  |
| Total mondial     | 73 236 358 $    | -                          | -                  |

## Distinctions
- Prix du meilleur second rôle masculin pour Lance Henriksen, et nomination au prix du meilleur film d'horreur, meilleur réalisateur et meilleure musique, par l'Académie des films de science-fiction, fantastique et horreur en 1994.
- Nomination au prix de la meilleure scène d'action (la scène à moto) et de l'homme le plus désirable pour Jean-Claude Van Damme, lors des MTV Movie Awards en 1994.

## Sortie en vidéo
Le 21 août 2013, le film sort sur support Blu-Ray. La version Blu-Ray dure 97 minutes mais contient quelques passages en VO sous-titrée[réf. nécessaire].

## Suite
23 ans après le film de John Woo, une suite voit le jour. Chasse à l'homme 2 (Hard Target 2) sorti directement en vidéo en 2016. L'intrigue n'a aucun lien avec le premier. Scott Adkins y incarne Wes Baylor.